# Horacio Sáenz Guerrero
Horacio Sáenz Guerrero (Logronyo, La Rioja, Espanya 1921 - Dénia, 30 d'agost del 1999) va ser un periodista espanyol.

## Biografia
Nascut el 21 de novembre de 1921 a la ciutat de Logronyo. Estudià periodisme a l'Escola de Periodisme de Madrid, entrà a treballar el 16 d'octubre de 1942 al diari La Vanguardia Española, nom amb el qual era conegut el diari barceloní La Vanguardia.
Dins aquest diari desenvolupà la seva carrera periodística fent tasques de crític literari, teatral, cinematogràfic i taurí; encarregat de paginació; redactor en cap de les notícies nacionals. El 1961 va ser nomenat subdirector, amb Manuel Aznar de director i, més tard, amb Xavier de Echarri. Així mateix també fou corresponsal de Time Life i The New York Times. El 1969, amb la mort de Xavier de Echarri, fou nomenat per la familia Godó director de La Vanguardia.
Durant el seu mandat, fins al 1982, succeït per Lluís Foix, va consolidar la línia de moderació liberal del diari i d’una certa complicitat amb el catalanisme dels darrers anys de la dictadura i durant la Transició. Va col·laborar en altres mitjans, com ara Destino i Radio Nacional de España.
El 1981, va rebre el premi de l’Agència EFE a la millor tasca informativa. El mateix any, amb motiu del centenari del diari, Sáenz Guerrero va retirar del nom del diari l'adjectiu "española" imposat durant el 1939 per poder continuar publicant-se.
El 1987 va rebre el premi Mariano de Cavia del diari ABC i el desembre del mateix any li fou concedida la Creu de Sant Jordi per part de la Generalitat de Catalunya en reconeixement de la seva tasca democràtica i de defensa dels valors nacionals de Catalunya. El 1988 fou guardonat amb el Premi Príncep d'Astúries de Comunicació i Humanitats "per la seva llarga i fecunda tasca com a director de La Vanguardia, on va propiciar, amb esperit democràtic i tolerant, un pluralisme integrador i, també, per l'exercici, fins avui, d'un periodisme de gran qualitat literària".